# Josh Blake
Pour les articles homonymes, voir Buxbaum et Blake.
Josh Blake, de son vrai nom Joshua Buxbaum, né le 7 janvier 1975 à New York, est un acteur et un agent immobilier américain. Il est connu pour son rôle de Jake Ochmonek dans la sitcom Alf.

## Biographie
Josh Blake a joué de nombreux petits rôles à la télévision, y compris la série Full House et The Wonder Years. Il est également apparu à Broadway dans les comédies musicales. Josh Blake est aussi un agent immobilier à Los Angeles. Il fut aussi un chanteur dans un groupe appelé Float.